# ドローレス・イダルゴ
ドローレス・イダルゴ（スペイン語: Dolores Hidalgo）は、メキシコのグアナフアト州の都市。プエブロ・マヒコに選ばれた自治体の一つ。
正式名称はドローレス・イダルゴ・クーナ・デ・ラ・インデペンデンシア・ナシオナル（スペイン語: Dolores Hidalgo Cuna de la Independencia Nacional）で、これは日本語に訳すと「国家独立のゆりかごであるドローレス・イダルゴ」という意味である。

## 歴史
もともとは単にドローレスという名称であった。スペイン植民地時代の1568年に副王マルティン・エンリケス・デ・アルマンサによって悲しみの聖母の修道院(Congregación de Nuestra Señora de los Dolores)が建てられ、ドローレスという地名はそれに由来している。
「ドローレス・イダルゴ」という名前はこの町のドローレス教区教会の神父であったミゲル・イダルゴに因んでいる。彼は1810年9月16日の早朝に鐘を突き、集まった人々の前で「ドローレスの叫び」と呼ばれる演説を行った。これがメキシコ独立革命の始まりと見なされている。その後ミゲル・イダルゴは処刑されたが、現在でもこの日はメキシコの独立記念日である。
現在でも独立記念日にはこの故事にならって演説の再演が行われる。大統領がメキシコシティの国立宮殿のバルコニーに出て、「メキシコ万歳！」と叫び、イダルゴの鐘（現在は国立宮殿にある）を鳴らし、メキシコの国旗を振って締めくくるのが慣わしである。
イダルゴの家は現在は博物館になっており、見学することができる。

## 交通
サン・ミゲル・デ・アジェンデとグアナフアトから直通バスがあり、1時間から1時間半程で着く事が出来る。
最寄りの空港はレオンのグアナフアト国際空港である。

## 姉妹都市
- レキシントン、アメリカ合衆国
- ファー、アメリカ合衆国
- サンマルコス、アメリカ合衆国
- メキシコシティ、メキシコ
- グアナフアト、メキシコ
- モレリア、メキシコ
- リンコン・デ・ロモス、メキシコ
- レアル・デ・カトルセ、メキシコ
- イグアラ・デ・ラ・インデペンデンシア、メキシコ

## 有名な人物
- アドルフォ・バウティスタ - サッカー選手。
- ホセ・アドルフォ・ヒメネス（英語版） - ランチェーラ歌手。
- レオネル・マンザーノ（英語版） - アメリカ合衆国の中距離走選手。2012年ロンドンオリンピックの銀メダリスト。